# パークランド記念病院
パークランド記念病院（英: Parkland Memorial Hospital）は、アメリカ合衆国・テキサス州ダラスにある総合病院である。パークランド・ヘルス&ホスピタル・システムを成し、ダラス郡が運営する公営病院である。病院は南西医療地区に位置する。
熱傷患者に対する初期輸液法・バクスターの公式は、この病院に勤めていたチャールズ・R・バクスターが開発したことから、「パークランド法」(The Parkland formula) と呼ばれることもある。ダラスでケネディ大統領暗殺事件が発生した後、ジョン・F・ケネディはこの病院で死亡宣告され、暗殺犯とされたリー・ハーヴィー・オズワルド、また彼を暗殺したジャック・ルビーの死もこの病院で宣告されている。

## 歴史
最初の病院は、オーク・ローン通り (Oak Lawn Avenue) とメイプル通りにあった17-エーカー (6.9 ha)の牧草地に、木造建築として1894年に建てられた。パークランドという名前は、元々公園用として市が買い取っていた場所に病院が建てられたことに由来している。1913年には木造の病院をレンガ造りに建て替えたが、レンガ造りの病院はテキサス初だった（この建物は現在クロウ・ホールディングスが所有している）。元あった場所から1マイルあまり離れた、現在地のハリー・ハインズ大通り5201番地に移転したのは1954年のことだった。
1960年代後半から1970年代にかけて、この病院に勤務していた医師チャールズ・R・バクスターらは熱傷患者に対する初期輸液療法を開発した。現在は彼の名前を取って「バクスターの公式」、また病院の名前を取って「パークランド法」(The Parkland formula) と呼ばれる。
2015年8月20日、パークランド記念病院は新しい救急部を立ち上げて患者の受け入れを開始した。スタッフは開設後の数日をかけて、道の反対側にあるハリー・ハインズ大通り5200番地の新病院へ移った。新病院開設に伴って、向かいにある旧病院では救急外来の受付を停止し、機能が移管された。

### ジョン・F・ケネディの暗殺

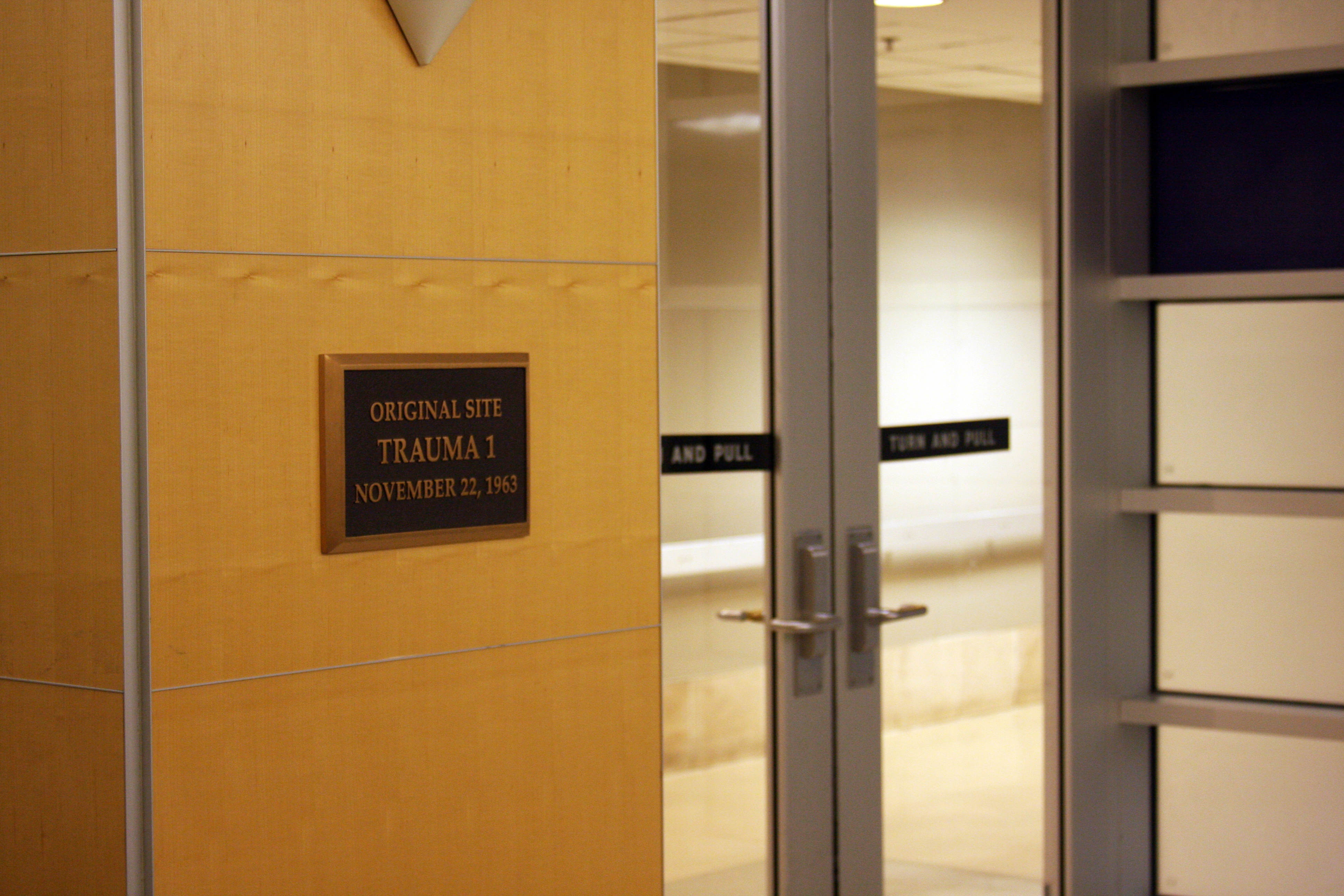
パークランド記念病院放射線部にあるジョン・F・ケネディ記念プラーク。1963年当時外傷処置室1があった場所を示している

パークランドの名前は、ケネディ大統領暗殺事件に関与した4名がこの病院で死亡ないし死亡宣告されたことでよく知られている。その4人とは、暗殺されたアメリカ大統領ジョン・F・ケネディ、暗殺犯とされたリー・ハーヴィー・オズワルド、オズワルドを暗殺したジャック・ルビー、そしてケネディ暗殺の瞬間を収めたザプルーダー・フィルムで知られるエイブラハム・ザプルーダーである。2013年の映画『パークランド ケネディ暗殺、真実の4日間』では、この病院で起こったケネディとオズワルドの死がドラマ化された。
1963年11月22日にディーリー・プラザで狙撃された後、ケネディはパークランド記念病院へと搬送され、狙撃から30分後に外傷処置室1 (Trauma Room 1) で死亡宣告された。この時処置に当たった医師の中には、後にバクスターの公式で知られることになるチャールズ・R・バクスターもいた。外傷処置室2では、ケネディと同時に狙撃されたテキサス州知事のジョン・コナリーが手当てを受けており、生還した。暗殺から2日後の11月24日、今度は腹部に銃弾を受けたオズワルドが担ぎ込まれ、90分の手術後に第5手術室で死亡した。ルビーは1967年1月3日に、肺癌の合併症である肺塞栓症で、彼らと同じ救急部にて死亡した。1970年8月30日には、ザプルーダーもパークランドで死亡した。
ルビーが1967年に死んだ後、ケネディが死亡宣告を受けた場所、そしてオズワルドが手術を受けた場所はエリアごと改装された。旧外傷処置室1の跡地には放射線部が完成し、跡地を忍ぶプラークが設置されている。ケネディを偲ぶスペースは新病院にも設けられ、2014年にはケネディの胸像も寄付された。

## 受賞と認知
パークランド記念病院は、テクノロジーでケアの格差を埋め、24時間年中無休でサービスを提供し、専門医へのアクセスを拡充したとして、アメリカ国内の「モスト・ワイアド・ホスピタル」"Most Wired™ Hospitals" のひとつに数えられた。2014年から2017年までこの賞を受賞している。
2017年には、包括脳卒中センター (Comprehensive Stroke Centers) が高等認証 (Advanced Certification) を受け、The Joint Commission's Gold Seal of Approval® とアメリカ心臓協会・アメリカ脳卒中協会のハート＝チェック・マーク (Heart-Check mark) を取得した。同じ年、パークランド・ヘルス&ホスピタル・システムは、ヒューマン・ライツ・キャンペーン財団から、LGBTのヘルスケアにおける平等性に対するトップ・パフォーマー (a Top Performer in LGBT Healthcare Equality) と認定された。病院は、LGBTの患者や家族に対し、差別なく接し、公平かつ包括的なケアを提供できるようトレーニングしている点で最高評価を受けた。

## 病院機能
パークランド記念病院はダラス郡の公立病院で、その資金の大半はダラス郡住民の固定資産税から拠出されている。ダラスに4つあるレベルI外傷センターのひとつで、ダラス郡住民のプライマリ・ケアセンターとして機能している。またテキサス大学南西医療センターと共に、北テキサスと南オクラホマの一部から医療・手術紹介センターとして紹介を受け付けている。このため、パークランドは事実上内科・外科のほぼ全ての診療科を備えており、卒後研修先として人気の病院でもある。パークランド熱傷センター (The Parkland Burn Center) は、非軍人向けとしてアメリカ最大の熱傷センターのひとつだが、1960年代から70年代にかけて、在籍していた医師チャールズ・R・バクスターがバクスターの公式（熱傷初期輸液療法）を開発したことから広く名が知られている。この方法は病院の名前を取って「パークランド法」とも呼ばれるが、熱傷患者に対し、脱水と電解質の補正を盛り込んだ最初期の治療法のひとつでもある。
パークランド記念病院は国内最大の教育病院にも名を連ねる。テキサス女子大学は、1954年に理学学士看護プログラムを開始し、現在でも病院から徒歩圏内にキャンパスを構えている。また、隣接するテキサス大学南西医療センターの主要な実習先としても利用されている。
この病院では、年間15,000〜16,000件の出産がある（2005年の出産件数は15,590件であった）。国内でも最初にハイリスク出生前ユニットを作った病院であるほか、北テキサスで新生児集中治療室 (NICU) を初めて作った病院である。救急症例の受け入れは年間24万件ほどである。病院は、ダラス消防救助隊と、ダラス・フォートワース複合都市圏にある14の救急隊が相互利用するバイオテル (Biotel) の拠点でもある。

### ハッチャー駅ヘルス・センター
2014年5月、フェア・パーク近くの土地に、パークランド・ヘルス&ホスピタル・システム関連の外来診療所が建設された。面積は44,300平方フィート (4,120 m2)で、DARTライトレールのハッチャー駅に隣接する7エーカーの土地を用地に建てられた。総工費1980万アメリカ合衆国ドルを掛けたこの病院は、フレイジャーリヴァイタライゼーション (Frazier Revitalization Inc) のBOKAパウエル (BOKA Powell) とパークランド・ヘルス&ホスピタル・システムが共同で設計し、成年科、婦人科、小児科・新生児科に加えて、老年医学・行動医学の診療も提供している。また院内で画像診断・検体検査も行っている。病院は「ハッチャー駅ヘルスセンター」(Hatcher Station Health Center) と名付けられ、2015年5月19日に開院した。

### 精神科救急室
2014年3月16日、病院の精神科救急室に勤務していた看護師が、自分へ唾を吐きかけてきた患者の口に、トイレットペーパー1巻を押し込んだという事件が発生した。患者に対する虐待としてこの一見は問題視され、連邦政府による査察が入るまでに至った。テキサス州の保健当局はこのインシデントを調査し、2014年後半には、パークランド記念病院が連邦政府の定めるメディケア基準に「実質的には準拠している」("substantial compliance") と報告した。

## 新パークランド病院

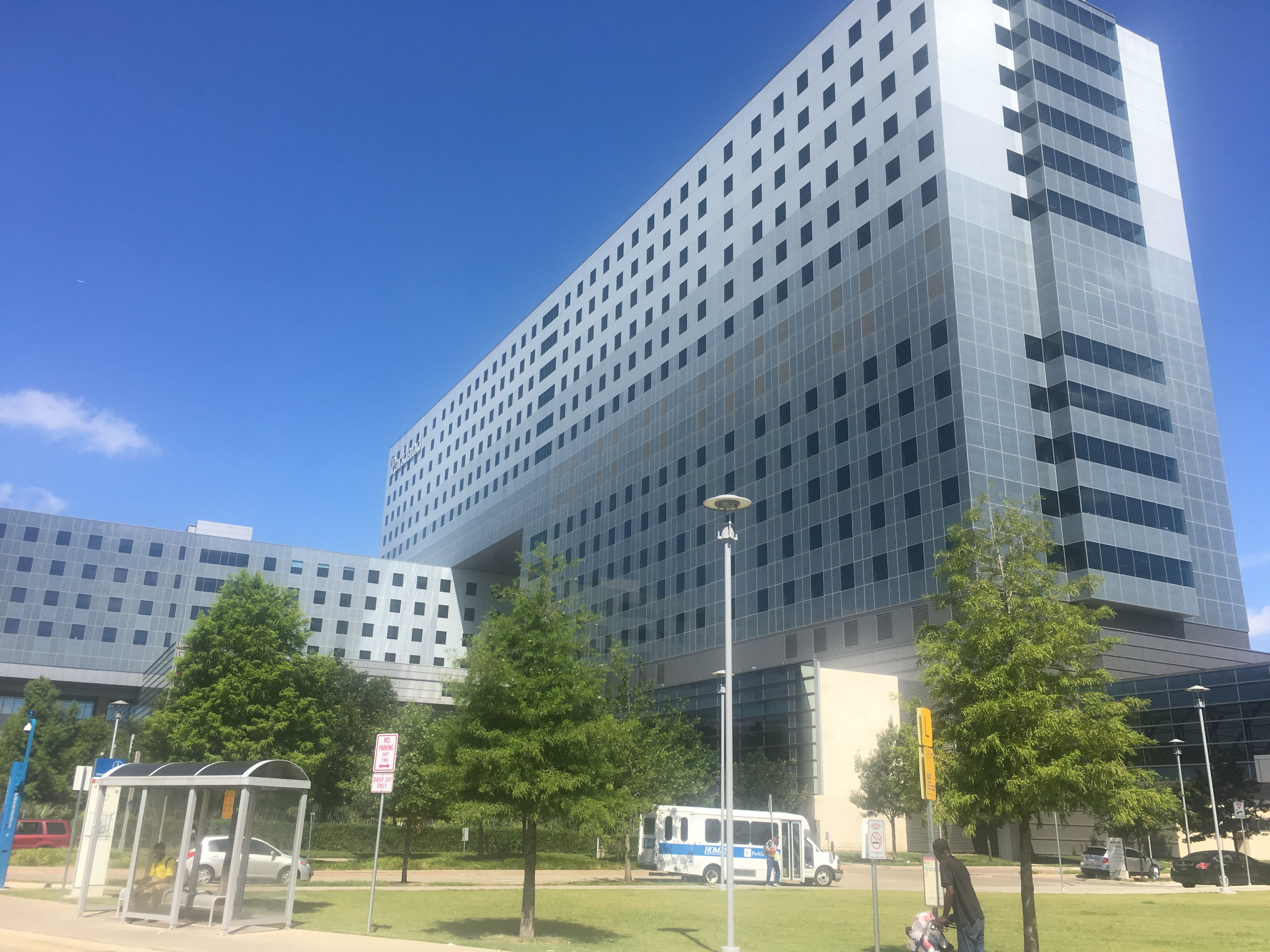
新病院の外観。2019年撮影

パークランド記念病院は、築50年を超える建物で診療を続けていたが、多数の患者を抱えるハイボリュームセンターであり、院内は常にごった返していた。ダラス郡郡政委員会は、旧病院を建て替え、面積1,700,000-平方フート (160,000 m2)の17階建て862床の新病院に、新しい外来センター（面積380,000-平方フート (35,000 m2)）、275,000-平方フート (25,500 m2)のオフィス、6000台の駐車場を合わせて作る計画を認可した。総工費は12億7000ドルあまりと見積もられ、うち7億4700万ドルは公債を提案し（有権者の承認次第という提案で、2008年11月に承認取得）、病院事業から得られる（ないし見込まれる）収益から現金3億5000万ドル、私的寄付で1億5000万ドルを賄う計画となった。
委員会は1億ドル近くの契約を承認し、HDR株式会社（本社はオマハにあるがダラスで大規模事業を行っている）と、コーガン・アソシエイツ株式会社（Corgan Associates Inc.、ダラスの地元企業）の2社が、新病院設計のために雇われた。新病院の大きな特徴として、スタッフや物資の移動に使われる廊下・エレベーターが、患者や見舞客と完全に分けられたことが上がる。駐車場の設計・建設はホイッティング＝ターナー建設 (Whiting-Turner Construction) とオムニプラン (Omniplan) の共同で行い、2012年1月に完了した。
正式な起工式は2010年10月に行われ、それから5年後の2015年3月に建物が公式完成した。全患者とスタッフは、8月に新病院へと移った。新病院は、ハリー・ハインズ大通りを渡って旧病院の反対側で、2010年12月にオープンしたDARTライトレールの南西医療地区・パークランド駅が最寄り駅である。公的病院としてダラス郡の税収が使われただけでなく、起工からの5年間で多くの寄付が寄せられた。バンク・オブ・アメリカ慈善団体 (the Bank of America Charitable Foundation) からは100万ドルもの寄付が寄せられた。寄付者の名前はガラスパネルにエッチングされ、メインロビーである2階建てのガラス・アトリウムに掲示されている。